# Christine Lahti
Christine Ann Lahti (Birmingham (Michigan), 4 april 1950) is een Amerikaanse actrice en filmregisseuse.

## Biografie
Lahti is de dochter van een verpleegster en schilderes en een chirurg met een Finse achtergrond. Lahti volgde een kunststudie aan de Florida State University en behaalde haar graad in drama aan de Universiteit van Michigan. Daarna ging zij in Europa met een pantomimegroep op tournee.
Haar eerste belangrijke rol was in de film ...And Justice for All uit 1979 met Al Pacino. Zij won een Emmy Award en een Golden Globe voor haar rol als Dr. Katryn Austin in Chicago Hope, waarin zij tussen 1994 en 1999 in 97 afleveringen optrad. In 2001 maakte zij haar regiedebuut met de film My First Mister.
Lahti is in 1983 getrouwd met een televisieregisseur. Zij hebben drie kinderen.